# Barranc de les Cadolles (Conca de Dalt)
El barranc de les Cadolles és un barranc afluent del barranc dels Clops. Discorre pel terme de Conca de Dalt, al Pallars Jussà, dins dels antics termes d'Hortoneda de la Conca i d'Aramunt.
Es forma a les Cadolles, al nord-oest del poble de Pessonada, dins de l'antic terme d'Hortoneda de la Conca, des d'on davalla cap al sud-oest, per adreçar-se al pantà de Sant Antoni, a l'oest del poble d'Aramunt, a la cua del pantà que correspon al riu de Carreu.